# Zdislava
Zdislava är en ort i Tjeckien. Den ligger i den norra delen av landet, 80 km norr om huvudstaden Prag. Zdislava ligger 415 meter över havet och antalet invånare är 257.
Terrängen runt Zdislava är kuperad åt nordost, men åt sydväst är den platt. Terrängen runt Zdislava sluttar västerut. Runt Zdislava är det ganska glesbefolkat, med 32 invånare per kvadratkilometer. Närmaste större samhälle är Liberec, 12,6 km öster om Zdislava. I omgivningarna runt Zdislava växer i huvudsak blandskog.